# A (preposição)
O A se referindo a uma preposição é o "A" mas com o intuito de conectar uma palavra à outra. O "A" como preposição é menos usado que o "A" como artigo, pois na língua portuguesa é muito mais usado o "para", que também é uma preposição. Também existe o "A" como preposição no plural, o "as", que se refere a palavras no plural. 

## Combinações e contrações
As combinações acontecem em momentos que a preposição se junta com outras preposições, mas não há perda fonética. As combinações em que a preposição "a" participa são: 
ao (a+o) 
aos (a+os) 
Já as contrações também são junções de proposições, mas há perda fonética. As contrações que a preposição "a" participa são: 
na (em+a) 
da (de+a) 
nas (em+as) 
das (de+as). 

## Junção do artigo com a preposição
Quando o "a" como artigo e o "a" como preposição se encontram, eles são juntados para formar o "à" ("a" com acento grave), isso acontece para facilitar na hora da fala e até mesmo da escrita. Ele também é usado em momentos quando é preciso usar o "à", mas também existem palavras como aquele, aqueles, aquela, aquelas e aquilo, então, novamente para facilitar na fala e escrita o "à" se junta ao primeiro "a" da palavra (exemplo: invés de "à aquilo" escreve-se "àquilo"). 
Fontes: https://pt.wikipedia.org>preposicao, https://www.todamateria.com.br,